# MVP mistrzostw świata U-19 w koszykówce kobiet
MVP mistrzostw świata U-19 w koszykówce kobiet – nagroda przyznawana najbardziej wartościowej zawodniczce mistrzostw świata w koszykówce kobiet do lat 19.

## Laureaci
|                 | oznacza zawodniczkę, która została mistrzynią świata tego roku            |
|                 | oznacza członkinię Koszykarskiej Galerii Sław FIBA                        |
|                 | oznacza nadal aktywną zawodniczkę                                         |
| Zawodniczka (X) | oznacza liczbę nagród, przyznaną tej samej koszykarce                     |
| Zespół (X)      | oznacza liczbę nagród, przyznaną kolejnej zawodniczce tego samego zespołu |

| Rok  | Zawodniczka       | Pozycja    | Zespół                | Przyp. |
| ---- | ----------------- | ---------- | --------------------- | ------ |
| 2005 | Crystal Langhorne | Skrzydłowa | Stany Zjednoczone     | [ 1 ]  |
| 2007 | Frida Eldebrink   | Obrońca    | Szwecja               | [ 2 ]  |
| 2009 | Marta Xargay      | Obrońca    | Hiszpania             | [ 3 ]  |
| 2011 | Damiris Dantas    | Skrzydłowa | Brazylia              | [ 4 ]  |
| 2013 | Breanna Stewart   | Skrzydłowa | Stany Zjednoczone (2) | [ 5 ]  |
| 2015 | A'ja Wilson       | Skrzydłowa | Stany Zjednoczone (3) | [ 6 ]  |
| 2017 | Marija Wadiejewa  | Środkowa   | Rosja                 | [ 7 ]  |
| 2019 | Paige Bueckers    | Obrońca    | Stany Zjednoczone (4) | [ 8 ]  |
| 2021 | Caitlin Clark     | Obrońca    | Stany Zjednoczone (5) | [ 9 ]  |